# إينيو

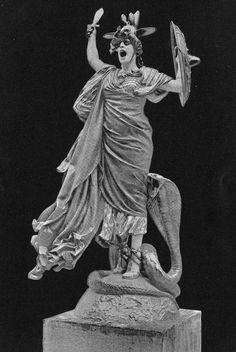
صورة لإينيو

إينيو (باليونانية: Ἐνυώ)‏ وهي إلهة الحرب في الميثولوجيا الإغريقية وهي ابنة الإله زيوس و هيرا وزوجة أريز. لقبها الشاعر كوينتوس سميرنايوس بشقيقة الحرب، وقد كانت علاقتها جيدة مع أختها إريس، بعد الأساطير ذكرت أنها والدة إينياليوس أحد آلهة الحرب. كإلهة حرب كانت إينيو مسؤولة عن تنظيم تدمير المدن وكانت تنظم مع زوجها أريس ومع فوبوس و ديموس حيث تم تصويرهم كلهم في درع أخيل. إينيو هي المرادف الروماني للإلهة بيلونا وهي المرادفة الأناضولية للإلهة ما.